# 요시하라 고타
요시하라 고타(일본어: 吉原 宏太, 1978년 2월 2일 ~ )는 일본의 은퇴한 축구 선수이다.

## 구단 경력
1996년 재팬 풋볼 리그의 콘사돌레 삿포로에 입단했다. 1997년 재팬 풋볼 리그 우승으로 J1리그로 승격했다. 1998년후 J2리그에 강등했다. 1999년까지 105경기에 출전하여, 40득점을 넣었다. 2000년 J1리그의 감바 오사카로 이적했다. 2005년에 J1리그 우승을 차지했다. 2005년까지 134경기에 출전하여, 38득점을 넣었다. 2006년 오미야 아르디자로 이적했다. 2009년부터 2012년까지 J2리그의 미토 홀리호크에서 뛰었다. 2012년후 현역 은퇴.

## 국가대표팀 경력
그는 1999년 코파 아메리카에 참가할 일본 국가대표팀에 발탁되었으며, 7월 2일 파라과이와의 경기에서 데뷔했다.

## 통계
| 일본 | 일본 | 일본 |
| 연도 | 출전 | 득점 |
| ---- | ---- | ---- |
| 1999 | 1    | 0    |
| 통산 | 1    | 0    |